# Hålla andan
Hålla andan (originaltitel: Waiting to Exhale) är en amerikansk film från 1995, i regi av Forest Whitaker.

## Rollista (urval)
- Whitney Houston - Savannah 'Vannah' Jackson
- Angela Bassett - Bernadine 'Bernie' Harris
- Loretta Devine - Gloria 'Glo' Matthews
- Lela Rochon - Robin Stokes
- Gregory Hines - Marvin King
- Dennis Haysbert - Kenneth Dawkins
- Mykelti Williamson - Troy
- Michael Beach - John Harris, Sr.
- Leon - Russell
- Wendell Pierce - Michael Davenport
- Donald Faison - Tarik Matthews
- Jeffrey D. Sams - Lionel

## Musik (urval)
Filmens soundtrack:
- "Let It Flow" av Toni Braxton
- "Sittin' Up in My Room" av Brandy